# Acontia caloris
Acontia caloris är en fjärilsart som beskrevs av Jacob Hübner 1808. Acontia caloris ingår i släktet Acontia och familjen nattflyn. Inga underarter finns listade i Catalogue of Life.